# أندريه ليز
أندريه ليز (مواليد 16 ديسمبر 1959) هو مبارز بالسيف بولندي، مثّل بلاده في الألعاب الأولمبية الصيفية 1980.

## روابط خارجية
أندريه ليز على موقع اللجنة الأولمبية الدولية (الإنجليزية)
- أندريه ليز على موقع أوليمبيديا (الإنجليزية)
- أندريه ليز على موقع اللجنة الأولمبية البولندية (مؤرشف) (البولندية)